# Alfred Bertram
Alfred Bertram (* 30. September 1890 in Hamburg; † 19. März 1937 in Freiburg im Breisgau) war ein deutscher Verwaltungsbeamter, Richter, Syndikus an der Universität Hamburg und Rechtshistoriker.

## Leben und Wirken

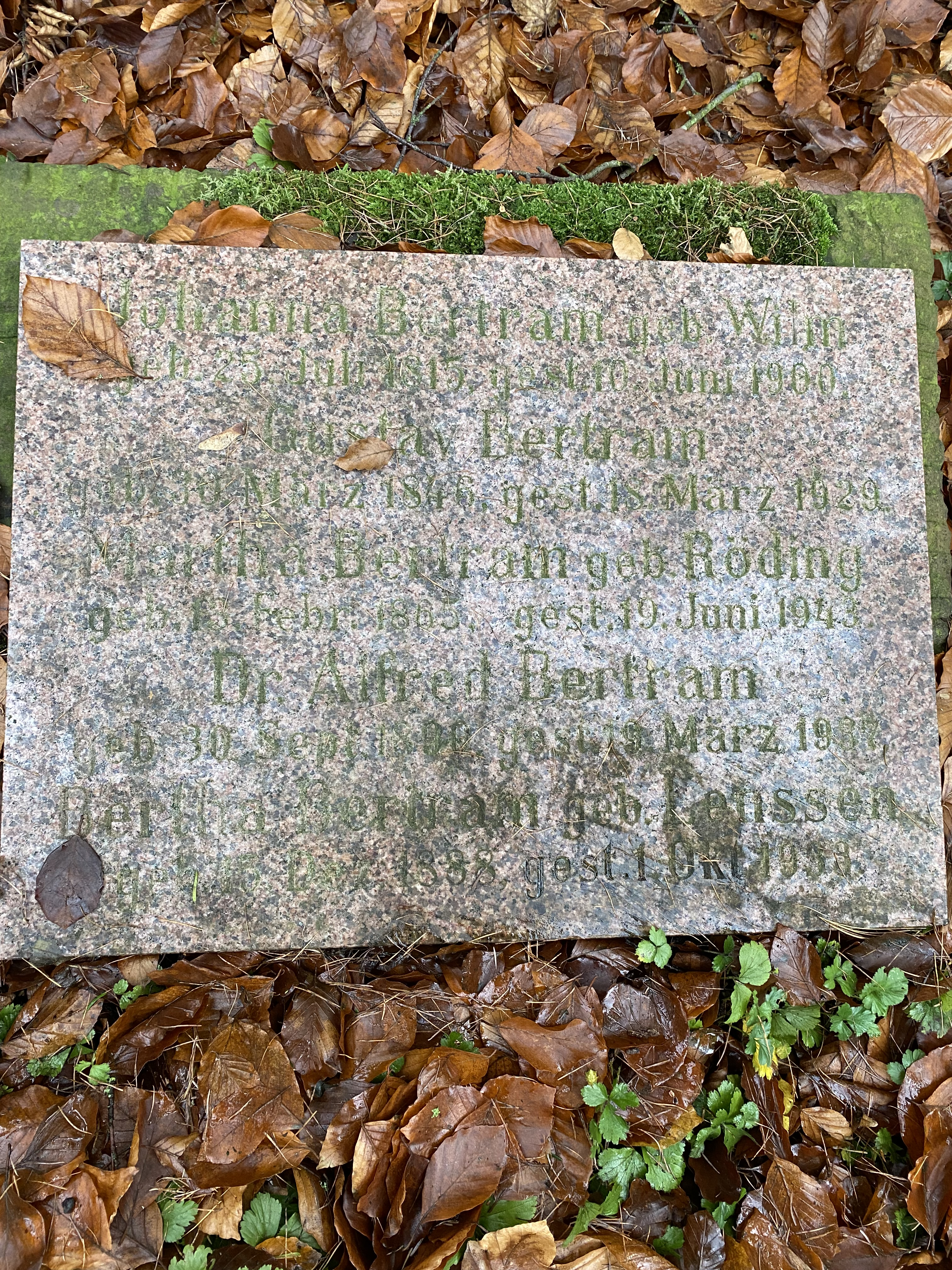
Kissenstein in der Familiengrabstätte auf dem Friedhof Ohlsdorf

Alfred Bertram war der Sohn von Daniel Eduard Gustav Bertram, der in Hamburg als Kaufmann arbeitete, und dessen Gattin Marthe, die eine Tochter des Kaufmanns August Friedrich Röding war. Alfred Bertram besuchte zunächst die Realschule des Johanneums. Besondere Begabungen zeigte er im Sprach-, Geschichts- und Geografieunterricht. Anschließend studierte er Rechtswissenschaften an den Universitäten in Freiburg, Leipzig und Genf. Nachdem er 1913 an der Leipziger Universität die erste juristische Prüfung abgelegt hatte, absolvierte er in seiner Geburtsstadt ein Referendariat. Im Frühjahr 1914 promovierte er an der Universität Leipzig. Thema seiner Promotionsschrift war Der Kinematograph in seinen Beziehungen zum Urheberrecht. Während des Ersten Weltkriegs musste Bertram zwischenzeitlich Kriegsdienst leisten. Nach einer Nierenoperation beendete er das Referendariat mit der Großen Staatsprüfung im Sommer 1918 an der Universität Hamburg.
Bertram erhielt ein Stellenangebot eines privaten Versicherungsunternehmens, entschied sich jedoch für eine Beamtenlaufbahn. Seit 1922 war er Oberregierungsrat und von 1931 bis 1934 Regierungsdirektor in der Hamburger Justizverwaltung. Am Hamburger Oberlandesgericht arbeitete er von 1927 bis 1931 und später ab 1934 als Richter. Bertram erstellte bevorzugt Gutachten und arbeitete nebenberuflich mehrfach (1919/20, 1924/25 sowie 1928 bis 1930) als Syndikus für die Hamburger Universität. Am Reichsgründungstag 1931 erhielt er dafür die Ehrenmitgliedschaft der Universität verliehen. Im selben Jahr ernannte ihn die Lehreinrichtung zum Honorarprofessor. Grund hierfür war die lange Lehrtätigkeit im Bereich des hansestädtischen Rechts und der Rechtsgeschichte Hamburgs.
Von Oktober 1923 bis zum Juni 1933, in dem sich die Partei selbst auflöste, gehörte Bertram der Deutschen Demokratischen Partei an. Da er den Staatsdienst nicht verlassen wollte, erklärte er im September 1933, nicht in Verbindung mit „kommunistischen oder sozialdemokratischen Parteien“ zu stehen. Bertram wurde kein Mitglied der NSDAP, trat aber in den BNSDJ ein. Ob und in welchem Ausmaß er sich den Nationalsozialisten anpasste, kann nur schwer beurteilt werden. Da er ab Frühjahr 1934 Kommissionsmitglied der ersten juristischen Staatsprüfung wurde, muss er von seinen Vorgesetzten sehr positiv beurteilt worden sein.
Von 1931 bis zum Lebensende gehörte Bertram dem Vorstand des Vereins für Hamburgische Geschichte an. In dieser Funktion führte er im August 1933 das Führerprinzip mit ein. Bertram war jedoch das einzige Mitglied des Vorstands, das nach der Machtergreifung jüdischen Mitgliedern Mitgefühl aussprach. Den Vereinsausschluss aller Juden erlebte er nicht mehr.
Alfred Bertram starb im März 1937 und wurde auf dem Hamburger Friedhof Ohlsdorf beigesetzt. Die Grabstätte liegt westlich von Kapelle 1.

## Werke
1929 beschrieb Bertram im Auftrag der Landesjustizverwaltung Hamburgs Zivilrechtspflege im Neunzehnten Jahrhundert. Anlass war der 50. Jahrestag der Reichsjustizgesetze. Die Schrift ist liberal und in klarer Sprache geschrieben. Bertram stellte darin die Rückständigkeit der Rechtspflege bis zum Beginn der Hamburger Franzosenzeit dar. 
Als ständiger Mitarbeiter der „Hanseatischen Rechts- und Gerichts-Zeitschrift“ verfasste Bertram mehrere Artikel, in denen er Wert darauf legte, dass der Staat „volle Glaubens- und Gewissensfreiheit“ für Angehörige aller Glaubensrichtungen sicherstellen müsse. Für Mitbürger jüdischen Glaubens stellte er darin dar, wie sie die staatsbürgerlichen Rechte bestmöglich nutzen könnten. Der 1931 in der Zeitschrift erschienene Text Die Codification der hamburgischen Nexusverhältnisse unter besonderer Berücksichtigung der Entlassung ex nexu ist besonders hervorzuheben. Hierin gab Bertram einen geschichtlichen Überblick über die verschiedenen Formen der Staatszugehörigkeit Hamburgs.
Curt Rothenberger und Carl Vincent Krogmann drängten Bertram im August 1933, einen Aufsatz für die Zeitschrift des BNSDJ zu schreiben. Das Werk hatte den Titel Wandlungen in Hamburgs Verfassung und Verwaltung seit der nationalen Erhebung. Bertram sprach sich darin für einen nationalen Rechtsstaat aus. Mit Bezug auf Johann Heinrich Bartels empfahl er, Verfassungsreformen nur besonnen anzugehen. Der Beitrag wurde nie in der Zeitung abgedruckt.